# Ширли Џоунс
Ширли Џоунс (енгл. Shirley Jones; Шарлерој, 31. март 1934) је америчка глумица и певачица. Шест деценија је глумела у многим познатим мјузиклима, попут Оклахома! (1955), Карусел (1956) и Музички човек (1962). Освојила је Оскар за најбољу глумицу у споредној улози, за осветољубиву проститутку у Елмер Гантрију (1960). Глумела је главну улогу Ширли Џоунс, удовицу и мајку петоро деце, у телевизијској серији музичког ситкома Породица Патридге (1970—1974), у којој је глумео и њен муж Џек Касиди.

## Детињство и младост
Џоунс је рођена 31. марта 1934. године у Шарлероју. Родитељи су јој били чланови методизма. Мајка Маржори, домаћица, отац Пол Џоунс, власник компаније енгл. Jones Brewing Company. Њен деда по оцу потиче из Велса. Име је добила по Ширли Темпл.
Џоунс каже да су многи погрешно претпостављали да је средње име добила по Меј Вест, заправо га је добила по тетки. Прву познату личност коју је упознала била је баш Меј Вест, коју је срела док је напуштала клуб, око 1954. године.
Касније су се преселили у град Смитон. Када је имала шест година почела је да пева у хору методистичке цркве. Похађала је средњу школу у Пенсилванији, где је и учествовала у школским представама.
Победила је на такмичењу Мис Питсбурга 1952.

## Каријера

### Каријера у раној фази
Њена прва аудиција била је на отвореном, двонедељном, кастингу који је одржао Џон Фернли, директор кастинга Роџерс и Хамерштајн и различитих мјузикла. У то време Џоунс никада није чула за Роџерс и Хамерштајн. Фернли је био толико импресиониран да је потрчао ка Ричарду Роџерсу, који је вежбао са оркестром за предстојећи мјузикл. Роџерс је тада позвао Оскара Хамерштајна, са којим је у Џоунс видео велики потенцијал. Она је прва и једина певачица која је договорила уговор са текстописцима. Прво је глумела у Јужном Пацифику, затим у бродвејском позоришту, у представи Ја и Јулија. Добијала је разне критике у Чикагу.

### Филмске улоге 1950-их и 1960-их
Џоунс је импресионирала Роџерса и Хамерштајна својим обученим гласом. Глумела је главну улогу у Оклахоми!, 1955. године. Убрзо је добила улоге у другим мјузиклима, као што су Кароусел (1956), Април љубави (1957) и Музички човек (1962), у којима је обично глумела позитивног лика. Освојила је Оскара 1960. за своју улогу у Елмер Гантри, глумећи корумпирану жену. Њен лик постаје проститутка која се годинама касније сусреће са заводником (Берт Ланкастер), који открива свој прави карактер. Редитељ Ричард Брукс првобитно је био против ње, али након што је видео прву сцену, рекао јој је да ће освојити Оскара за своју глуму. Поново је глумела са Роном Хауардом (који је глумео њеног брата у Музичком човеку) у Уљудност Едијевог оца 1963.
У својој филмској каријери сарађивала је са холивудским глумцима: Џејмс Стјуарт, Џин Кели, Марлон Брандо, Џејмс Кегни, Хенри Фонда, Френк Синатра, Дин Мартин и редитељ Џон Форд.

### Породица Патридге
Године 1970, глумела је Карол Брејди у Група Брејди, Еј-Би-Си мјузикл заснован на стварном животу музичке породице енгл. The Cowsills. Серија прати младу удовицу, чије петоро деце оснива поп групу. Била је сигурна да ће комбинација музике и комедије донети велики успех. Џоунс је изјавила да:
Породица Патридге — иако ми је било супер што ми се пружила прилика да останем код куће и одгајам своју децу — кад су моји заступници дошли и рекли ми да ако снимим серију постаће хит шоу, пристала сам и нисам пожалила.
Током прве сезоне постала је хит и приказивана је у преко седамдесет земаља. Неколико месеци Џоунс и њене колеге били су иконе телевизије популарне културе. Њен 20-годишњи пастор из стварног живота, Дејвид Касиди, који је у то време био непознати глумац, глумео је најстаријег сина и постао тинејџерски идол. Серија је, такође, покренула низ албума и синглова групе Породица Патридге, које су извели Дејвид Касиди и Ширли Џоунс. Исте године Мислим да те волим постигао је прво место на Билборд хот 100, чиме је Џоунс други човек, после Френка Синатра, и прва жена која је освојила Оскара, а такође је имала хит који је био први на Билборд хот 100, достигнуће исто као Шер и Барбре Страјсенд (Шер је већ била на врху листе са Имам те душо 1965. године, али није освојила Оскара до 1987). Породица Патридге освојила је НАРМ награду за најпродаванији сингл 1970. за хит Мислим да те волим. Године 1971. Породица Патридге била је номинована наградом Греми, у категорији Најбољи нови извођачи.
До 1974. била је једна од шест серија које су отказане те године (заједно са Собом 222, ФБИ, Ево Луси и друге) како би направили место за нове емисије.
Пријатељство Ширли Џоунс са породицом Дејвида Касидиа почело је средином 1950-их, када је Дејвид имао шест година, након што је од мајке Евелин Ворд сазнао за развод својих родитеља. Након првог састанка Дејвид са Ширли, пре него што је са њом глумео Породици Патридге, рекао је: 
Онога дана када ми је мајка рекла да су се развели, отац ми је саопштио да се поново жени и да ће ме упознати са својом новом женом. Одушевио се када је њен први филм Оклахома! (1955) изашао. Отац ме је одвео да је видим, био сам у потпуном шоку, желео сам да је мрзим, али чим сам је упознао, схватио сам њену душу. Она је веома срдачна, отворена, слатка, добро људско биће. Нисам могао да је мрзим".
Ширли је била шокирана када је чула да Дејвид Касиди иде на аудицију. Изјавио је: ,,На аудицијама су ме упознали са главном глумицом (Ширли Џоунс) јер ништа нису знали. Питао сам је шта ради ту. Погледала ме је и узвратила питање. Одговорио сам да сам дошао на кастинг за улогу. Поново сам јој поставио исто питање, на шта је одговорила да је она мајка".
У серији је говорио о својој вези са маћехом: ,,Она није моја мајка, али могу са њом бити веома отворен, ми можемо разговарати, постали смо веома блиски пријатељи. Била ми је врло добар узор".
Касиди је глумео у многим серијама заједно са маћехом, укључујући Биографију, Тудеј шоу и Земљиште поверљиво, а био је и један од излагача своје маћење у Интимни портрет.

### Шерлии остали пројекти
Џоунс се 1979. године по други пут опробала на телевизији, глумила је у Ен-Би-Си-овој серији Шерли, која је попут Породица Патридге пратила мајку удовицу, али серија није постигла успех и отказана је средином сезоне. Џоунс је такође глумела у Шоу Дру Керија и у Веселим седамдесетим.
Глумела је у драматичном пројекту Било је времена, драга, у којем је глумела одану супругу чији супруг умире од алцхајмерове болести. За ову улогу добила је награду Еми.
У фебруару 1986. Џоунс је добила звезду на холивудској стази славних. Године 1983. појавила се у оперети Ноела Кауарда, Горко слатко. Године 2004. вратила се у Бродвеј, у Улица 42. У јулу 2005. године, Џоунс је поново глумела у мјузиклу Кароусел, у позоришту у Масачусетсу.
У јулу 2006. године, Џоунс је добила још једну награду Еми за споредну улогу у телевизијском филму Скривена места. Такође, за исти филм награђена је наградом удружења филмских глумаца. Глумела је у Бакин дечко (2006) нимфоманку. У Оклахома Ситију, у арени, 16. новембра 2007. године, отпевала је песму Оклахома! и Људи ће рећи да смо заљубљени из мјузикла Оклахома!.
Почетком 2008. године најављено је да ће глумети Колин Брејди у дугогодишњој Ен-Би-Си серији Дани нашег живота. Гостовала је у краткотрајном шоу Фриформ Руби и рокитс као Давидова и Патрикова мајка.
Године 2008. британски издавач објавио је албум Онда и сада, са двадесет четири песме из Џоунсове музичке каријере, укључујући песме из филмова Оклахома!, Корњача и Април љубави. Албум је садржао нове песме укључујући Лепотица и звер, Меморија и Музички човек. Глумела је у Фокс комедији Васпитање за почетнике.
Године 2014. глумела је госпођу Меклејн у Општа болница.

## Лични живот
Удала се 5. августа 1956. за глумца и певача Џека Касидија. Имали су три сина, Шонета, Патрика и Рајана. Давид Касиди био је Џеков син из првог брака, са глумицом Евелин Ворд. Џоунс се развела од Касидија 1974. године и удала се за глумца и комичара Мартија Ингелса 13. новембра 1977. Написали су своју аутобиографију коју су засновали на својој вези, названој Ширли & Марти: Невероватна љубавна прича. Упркос различитости и одвојености (поднела је, а затим повукла, захтев за развод брака 2002. године), остали су у браку све до његове смрти, 21. октобра 2015, чији је узрок мождани удар. Џоунс је изјавила: ,,Често ме је излуђивао, али не постоји дан којим ми неће недостајати и волим га до сржи".
Увече 11. децембра 1976, након што је Џоунс одбила да се помири са Џеком Касидијем, добила је вест да је у пентхаус стан њеног бившег супруга запаљен. Пожар је настао од његове запаљене цигарете која му је испала када је заспао на каучу; следећег јутра ватрогасци су пронашли Касидијево тело у стану. Џоунс је изјавила, у интервјуу за новине 1983, да је Џек хтео да се помире, није одустајао све до своје смрти. Признала је да, чим је чула шта се догодило, забринула се за њега и пожелела је да су заједно. Тврдила је да, иако воли Мартија са којим има диван однос, ужасно се осећала јер није била сигурна да ли је Џек жив. Имала је двадесет година када је упознала Касидија, који је био осам година старији од ње, и понашао се према њој као према најутицајнијој особи у његовом животу.
Била је члан организације ПЕТА.

## Дискографија

### Албуми Ширли Џоунс и Џека Касидија
- Speaking of Love (1957) (Коламбија рекордс)
- Brigadoon (1957) (Коламбија рекордс)
- With Love from Hollywood (1958) (Коламбија рекордс)
- Marriage Type Love (1959) (RCA рекорд, необјављени)[23]
- Maggie Flynn (1968) (RCA рекорд)
- Show Tunes (1995) (Сони мјузик ентертејнмент)[24]
- Essential Masters (2011) (Master Classics рекорд)
- Marriage Type Love (2014) (Columbia Masterworks)[23]

### Породица Патридге
- The Partridge Family Album (1970) (Бел рекорд)
- Up To Date (1971) (Бел рекорд)
- Sound Magazine (1971) (Бел рекорд)
- A Partridge Family Christmas Card (1971) (Бел рекорд)
- Shopping Bag (1972) (Бел рекорд)
- At Home With Their Greatest Hits (1972) (Бел рекорд)
- Notebook (1972) (Бел рекорд)
- Crossword Puzzle (1973) (Бел рекорд)
- Bulletin Board (1973) (Бел рекорд)
- The World of the Partridge Family (1974) (Бел рекорд)
- Greatest Hits (1989) (Ариста рекорд)
- The Definitive Collection (2001) (Ариста рекорд)
- Come On Get Happy!: The Very Best of The Partridge Family (2005) (Ариста рекорд)

### Породица Патридгесам
- "I Think I Love You" (1970) (Бел рекорд)
- "Doesn't Somebody Want to Be Wanted" (1971) (Бел рекорд)
- "I'll Meet You Halfway" (1971) (Бел рекорд)
- "I Woke Up In Love This Morning" (1971) (Бел рекорд)
- "It's One of Those Nights (Yes Love)" (1972) (Бел рекорд)
- "Am I Losing You" (1972) (Бел рекорд)
- "Breaking Up Is Hard to Do" (1972) (Бел рекорд)
- "Looking Through the Eyes of Love" (1972) (Бел рекорд)
- "Friend and a Lover" (1973) (Бел рекорд)
- "Walking in the Rain" (1973) (Бел рекорд)
- "Looking For a Good Time" (1973) (Бел рекорд)

### Албуми Ширли Џоунс
- Silent Strength (1989) (Диадем рекорд)
- Shirley (1992) A&M рекорд
- Shirley Jones (2000) (Ингелс рекорд)
- Then & Now (2008) (Рекорд Сценска врата)
- A Touch of Christmas (2009) (Рекорд данашње бис музике)
- A Tribute to Richard Rodgers (2010) (Рекорд данашње бис музике)

### Песме Ширли Џоунс
- Clover in the Meadow b/w Give me a Gentle Girl (1957) (Дот рекорд) из филма Април љубави
- Pepe b/w Lovely Day (1960) (Рекорд Колпикс) из филма Пепе
- I've Still Got My Heart Joe b/w Everybody's Reachin' Out for Someone (1971) (Бел рекорд 119)
- Ain't Love Easy b/w Roses in the Snow (1972) (Бел рекорд 253)
- Walk in Silence b/w The World is a Circle (1973) (Бел рекорд 350)

### Албуми наступа
- Free to Be... You and Me (1972) (Бел рекорд) (песма: Girl Land са Џеком Касидијем)
- The Christmas Album.....A Gift of Hope (1991) Албум за дечју болницу (песма: Silver Bells са Шонетом Касидијем)
- An Evening with Rodgers & Hammerstein, The Sullivan Years (1993) ТВТ Рекорд
- Embraceable You – Broadway In Love (1993) (Сони мјузик ентертејнмент)
- George & Ira Gershwin, A Musical Celebration (1994) (МЦА Рекорд) (песма: Someone to watch over Me)
- Lerner, Loewe, Lane & Friends (1998) (песма: Before I Gaze at You Again)

## Филмографија

### Филм
| Улоге Ширли Џоунс |                                                            |               |                                 | |
| Година            | Српски назив                                               | Изворни назив | Улога                           | Напомена |
| 1955.             | Оклахома!                                                  |               | Лори Вилијамс                   | |
| 1956.             | Кароусел                                                   |               | Јулија Јордан                   | |
| 1957.             | Април љубави                                               |               | Лиз Теплетон                    | Награда Лорел (5. место) |
| 1959.             | Никада не украдите ништа ситно                             |               | Линда Кабот                     | Награда Лорел (3. место) |
| 1959.             | Бубикинс                                                   |               | Бети Барнаби                    | |
| 1960.             | Елмер Гантри                                               |               | Лулу Бејнс                      | Оскар за најбољу споредну улогу Награда Лорел Награда националног одбора критичара за најбољу споредну глумицу Златни глобус за најбољу споредну глумицу |
| 1960.             | Пепе                                                       |               | Сузи Марфи                      | |
| 1961.             | Два воза заједно                                           |               | Марти Персел                    | |
| 1962.             | Музички човек                                              |               | Марија Паро                     | Награда Лорел Награда Златни глобус за најбољу глумицу                                                                                                   |
| 1963.             | Уљудност Едијевог оца                                      |               | Елизабет Мартан                 | |
| 1963.             | Афера голицања                                             |               | Ејми Мартин                     | |
| 1964.             | Тамна сврха                                                |               | Карен Вилијамс                  | |
| 1964.             | Прича о спавању                                            |               | Џенет Вокер                     | |
| 1965.             | Флуфи                                                      |               | Јаница Кларидге                 | |
| 1965.             | Тајна мог успеха                                           |               | Мариголд Маридо                 | |
| 1969.             | Срећан крај                                                |               | Фло Хариган                     | |
| 1969.             | Ел Голфо                                                   |               | Мери Оххара                     | |
| 1970.             | Социјални клуб Чејне                                       |               | Џени                            | |
| 1979.             | Иза Посејдонове авантуре                                   |               | Ђина Роу                        | |
| 1984.             | Тенк                                                       |               | Ладона Кареј                    | |
| 1999.             | Гидеон                                                     |               | Ели Мортон                      | |
| 2000.             | Авантуре ћеркице Пепељуге                                  |               | Вила                            | |
| 2000.             | Пинг!                                                      |               | Етел Џефриз                     | |
| 2000.             | Вриштите ако знате шта сам учинио прошлег петка тринаестог |               | Кеворкјан                       | |
| 2002.             | Мана са неба                                               |               | Зека                            | |
| 2004.             | Подизање генија                                            |               | Тетка Сис                       | |
| 2007.             | Божић је поново ту                                         |               | Госпођа Клаус                   | Глас |
| 2013.             | Породични викенд                                           |               | Џиџи                            | |
| 2013.             | Чудна марка среће                                          |               | Милдред                         | |
| 2013.             | Ноћ Зомбија                                                |               | Нана                            | |
| 2014.             | Чекање у крилима: мјузикл                                  |               | Бродвејска дива                 | |
| 2015.             | О крилу                                                    |               | Бака Рибурн                     | |
| 2016.             | Неодољива фарма боровница                                  |               | Рут                             | Халмарк филмови и мистерије |
| 2018.             | Еко-тинејџери спашавају свет                               |               | Мајка сенатора Јеремија Рибурна | |

### Телевизија
- 1950: Fireside Theatre (глумачки наступ)
- 1952: Gruen Guild Playhouse
- 1956: Ford Star Jubilee
- 1956: Playhouse 90
- 1957: Lux Video Theatre
- 1957: The Pat Boone Chevy Showroom (госта)
- 1957: The United States Steel Hour
- 1958: DuPont Show of the Month
- 1959: Make Room for Daddy (себе)
- 1964: Bob Hope Presents the Chrysler Theatre
- 1969: Silent Night, Lonely Night
- 1969: The Name of the Game
- 1970–74: The Partridge Family
- 1973: The Girls of Huntington House
- 1975: The Family Nobody Wanted
- 1975: The Lives of Jenny Dolan
- 1975: Winner Take All
- 1977: McMillan & Wife
- 1977: Yesterday's Child
- 1978: Evening in Byzantium
- 1978: Who'll Save Our Children?
- 1979: A Last Cry for Help
- 1979–80: Shirley
- 1980: The Children of An Lac
- 1981: Inmates: A Love Story
- 1982: The Adventures of Pollyanna
- 1983/87: Hotel
- 1983: Hotel (пилот)
- 1983: The Love Boat
- 1988/90: Murder, She Wrote
- 1989: Charlie (пилот)
- 1997: Dog's Best Friend
- 1998: Melrose Place
- 1998: The Drew Carey Show
- 1999: Sabrina the Teenage Witch
- 2000: That '70s Show
- 2003: Law & Order: Special Victims Unit
- 2006: Hidden Places
- 2006: Monarch Cove
- 2008: Days of Our Lives
- 2009: Ruby & The Rockits
- 2011/14: Raising Hope (3 епизоде)
- 2012: Good Luck Charlie (2 епизоде)[25]
- 2012: Victorious
- 2013: Cougar Town
- 2013: Hot in Cleveland
- 2014: General Hospital
- 2014: Over the Garden Wall (глас)
- 2016: Childrens Hospital (себе)

### Представе
- 1953: South Pacific (Бродвејско позориште)
- 1954: Me and Juliet (Чикаго)
- 1956: Oklahoma! (Европска турнеја са Џеком Касидиом)
- 1957: The Beggar's Opera (Касиди)
- 1959: Wish You Were Here! (Државни сајам, Касиди)
- 1966: The Sound of Music (Музички сајам Вестбери)
- 1967: Wait Until Dark (Касиди)
- 1968: Maggie Flynn (Бродвеј, Касиди)
- 1972: The Marriage Band (Касиди)
- 1974: On a Clear Day You Can See Forever
- 1976: Show Boat
- 1977: The Sound of Music
- 1982: Bitter Sweet
- 1994: Love Letters (са Мартијем Ингелсом)
- 1994: The King and I
- 1994: A Christmas Carol
- 1995: Love Letters (са Мартијем Ингелсом)
- 2004: 42nd Street (Бродвеј, са Патриком Касидијем)
- 2005: Carousel
- 2012: The Music Man (Музички циркус Сакраменто, са Патриком Касидијем)

## Даље читање
- Jones, Shirley; Ingels, Marty; Herskowitz, Mickey (1990). Shirley and Marty: An Unlikely Love Story. New York City: William Morrow and Company. ISBN 978-0688084578.
- Jones, Shirley; Leigh, Wendy (2013). Shirley Jones: A Memoir. New York City: Gallery Books. ISBN 978-1476725956.